# Spilosoma intercisa
Spilosoma intercisa là một loài bướm đêm thuộc phân họ Arctiinae, họ Erebidae.